# Maria Widebeck
Maria Cecilia Widebeck, född 1 mars 1858 i Strängnäs, död 5 maj 1929 i Hedvig Eleonora församling i Stockholm, var en svensk konsthantverkare och tecknare.
Hon var dotter till domprosten Samuel Widebeck och Carolina Ulrika Ekmarck och svägerska till Arent Silfversparre. Widebeck studerade vid Högre konstindustriella skolan i Stockholm 1880–1885 innan hon fortsatte sina studier utomlands. Hon var anställd som mönstertecknare vid Föreningen Handarbetets vänner där hon 1905 även utsågs till föreståndare för föreningens museum. Tillsammans med Carin Wästberg arbetade hon under signaturen W.W. och denna signatur användes på ritningar och finare kompositioner. Förutom det textila området där hennes hautelissetapet Vårdinge fuga och bonaderna för Gustaf Adolf kapellet i Lützen, samt en serie Birgitta vävnader som utgör hennes höjdpunkter arbetade hon med formgivning av glas, möbler och silver. Redan i slutet av 1887-talet resulterade samarbetet med Wästberg att man erövrade priser vid olika utställningar bland annat ett andrapris för en vattenkaraff i glas 1886 och ett förstapris för en glasmålning 1890. Efter Wästbergs resa till England 1891 märktes en starkare stilisering av produkterna och ett friare ställningstagande gentemot de historiska stiltyperna. Widebeck var en habil tecknare och bevarade skissböcker visar naturstudier, främst av ängsblommor, men även äldre textil, heraldisk konst, samt ett stort antal pennteckningar från Bofors och Björkborn. Tillsammans med Wästberg deltog hon i Svenska slöjdföreningens utställning 1892, Allmänna konst- och industriutställningenn i Stockholm 1897, Svenska konstnärernas förenings utställning i Stockholm 1898, Nordiska museets utställning 1902 och på Friesens park i Stockholm 1909, Göteborgs konstförenings retrospektiva utställning 1911, Baltiska utställningen i Malmö 1914 och Göteborgsutställningen 1923. Widebeck är representerad vid Nordiska museet och Armémuseum, Hallwylska museet i Stockholm och Sörmlands museum. Hon är begravd på Gamla kyrkogården i Strängnäs.